# Прогрес (Нікопольський район)
Прогрес — село в Україні, у Мирівській сільській територіальній громаді Нікопольського району Дніпропетровської області. Населення — 24 мешканці.

## Географія
Село розташоване за 12 км від центру громади. До села примикає великий кар'єр.

## Історія
21 квітня 2025 року розпорядженням КМУ селище Прогрес віднесено до категорії сіл.

## Економіка
- Басанський кар'єр (видобуток марганцевої руди відкритим способом).